# مایلی آتین جانسون
مایلی آتین جانسون (انگلیسی: Maylee Atthin-Johnson؛ زادهٔ ۵ سپتامبر ۱۹۸۶) بازیکن فوتبال اهل ترینیداد و توباگو است.
وی همچنین در تیم‌های ملی فوتبال Trinidad and Tobago women's national under-19 football team, Trinidad and Tobago women's national under-20 football team، و Trinidad and Tobago women's national football team بازی کرده‌است.